# Juan Carlos I (forskningsstation)

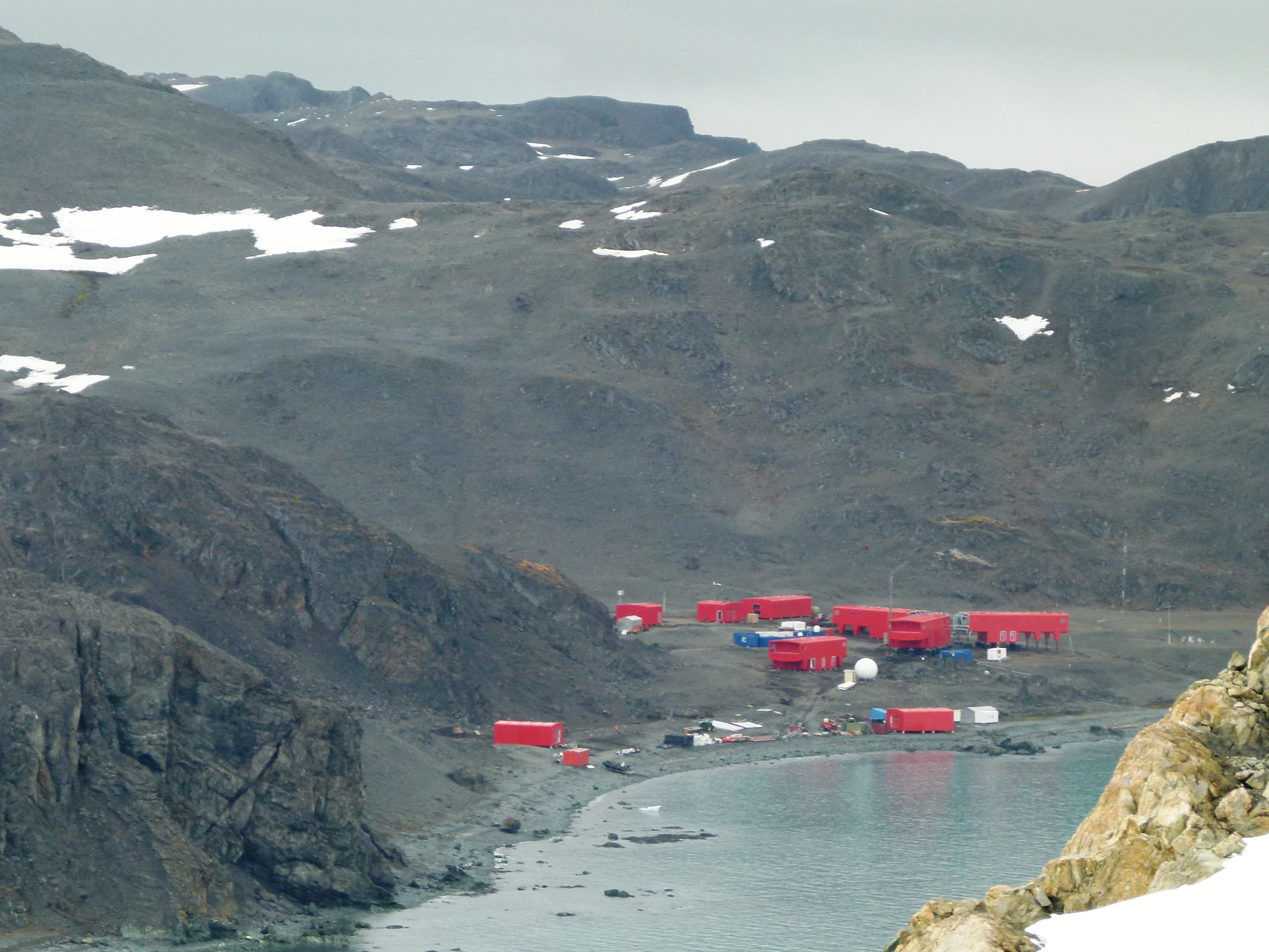
Juan Carlos I, med South Bay och Ereby Point i bakgrunden

Juan Carlos I (Spanska: Base Antártica Española Juan Carlos Primero) är en av Spaniens två forskningsstationer i Antarktis. Den öppnade 1988 och är en sommarstation (november-mars).
Basen ligger på Livingstone Island, närmare bestämt på en halvö som kallas Hurd Penninsula. 2,7 kilometer från stationen befinner sig den bulgariska stationen St. Klient Ohridski. 